# Malente
Malente è un comune del circondario dell'Holstein Orientale, nello Schleswig-Holstein, in Germania.

## Geografia fisica
Si trova 5 km a nord-ovest di Eutin ed a 35 km a nord di Lubecca. Il suo territorio è attraversato dal fiume 
Schwentine. Fa parte del territorio detto Svizzera dello Holstein. Il territorio della città condivide le rive del lago Keller con la città di Eutin, nella sua frazione di Fissau.